# PLM Återvinning
PLM Återvinning AB var ett svenskt återvinningsföretag, som hade sina rötter i en av Carl Persson 1910 grundad lump- och skrothandel i Ystad. Denna utvecklades till Persöner Återvinning AB med säte i Ystad, som 1974/1975 köptes av Plåtmanufaktur AB i Malmö, senare PLM AB.
PLM Återvinning AB, som då var Sveriges näst största återvinningsföretag, köptes 1980 av Stena Metall AB i Göteborg.